# Hàlia (mitologia)
Hàlia (en grec antic Άλια) és, en la mitologia grega, una nereida o una nimfa germana dels Telquines i filla de Pontos i Thalassa.
Fruit de la seva unió amb Posidó, va tenir sis fills i una filla anomenada Rode, que donà nom a l'illa de Rodes. Afrodita va fer que els seus sis fills es tornessin bojos, ja que no la van voler acollir al seu territori, i en la seva bogeria, van provar de violar sa mare. Posidó, d'un cop de trident, va fer que la terra els engolís, i Hàlia, desesperada, es llançà al mar. Els habitants de Rodes li retien culte com a divinitat marina, amb el nom de Leucòtea.